# The Heroic Quest of the Valiant Prince Ivandoe
The Heroic Quest of the Valiant Prince Ivandoe (Brasil: A Jornada Heroica do Príncipe Ivandoé / Portugal: O Destemido Príncipe Ivandoe) é uma série animada de televisão dinamarquesa e britânica criado pela animadora Eva Lee Wallberg de O Incrível Mundo de Gumball e Christian Bøving-Andersen. A série é o segundo a ser produzido pela Hanna-Barbera Studios Europe. É uma paródia de um romance britânico de 1820 "Ivanhoe" por Sir Walter Scott. Ele começou a ser exibido em curtas na Cartoon Network na Dinamarca, Islândia, Finlândia, Noruega e Suécia em 20 de novembro de 2017. Mais tarde, tornou-se numa série de forma longa com episódios de 10 minutos e estreou no Cartoon Network na Itália em 5 de dezembro de 2022. Em Portugal, a série de curtas foi exibida em 27 de janeiro de 2018 no Cartoon Network Portugal e 3 de fevereiro de 2018 em seu canal do Youtube. No Brasil, a série de curtas foi exibida uma maratona dos 10 episódios online em seu canal no YouTube no dia 5 de julho de 2018 e no mesmo dia na TV.
Em Portugal, a série animada de 2022 estreou em 13 de maio de 2023 também no Cartoon Network Portugal.
No Brasil, a série animada de 2022 estreou na HBO Max e Cartoon Network Brasil em 1 de dezembro de 2023.

## Enredo
A série segue as aventuras de Ivandoé, o jovem príncipe da floresta, cujo pai, o envia a uma busca para o Vale do Ouro dos temíveis Rei Águia. Ivandoé e seu dedicado escudeiro, um pequeno pássaro chamado Berto, descobrem as novas e misteriosas áreas da floresta e uma matriz peculiar de criaturas ao longo do caminho.

## Curtas (2017)
| # (Ep.) | Título | Escrito e Storyboard por                                     | Exibição original                                                          | Código de produção |
| --- | --- | ------------------------------------------------------------ | -------------------------------------------------------------------------- | ------------------ |
| 1 | "O Príncipe e os Gnomos Insolentes (BR)/(PT)" "The Prince and the Sassy Gnomes"                                   | Christian Bøving-Andersen, Eva Lee Wallberg e Daniel Lennard | 20 de novembro de 2017 5 de julho de 2018 (online) 3 de fevereiro de 2018  | 101                |
| Enquanto o príncipe Ivandoé e seu escudeiro Bert começam sua busca pela pena dourada, eles se deparam com uma ponte que está sendo constantemente limpa por seis gnomos atrevidos. Os gnomos se recusam a deixar Ivandoé e Bert atravessarem por causa dos "cascos desagradáveis e fedorentos". Eles formam uma pessoa estilo mech e Ivandoé e Bert pateticamente fazem o mesmo. Quando Bert acidentalmente defeca na ponte, os gnomos não conseguem resistir a fazer o trabalho e se distrair. Ivandoé e Bert cruzam com o primeiro, alegando que os gnomos "se desintegraram" de sua "fúria real". | |                                                              |                                                                            |                    |
| 2 | "O Príncipe e o Canto do Cisne (BR) O Príncipe e o Cisne Sibilante (PT)" "The Prince and the Hissy Swan"          | Christian Bøving-Andersen, Eva Lee Wallberg e Daniel Lennard | 20 de novembro de 2017 5 de julho de 2018 (online) 4 de fevereiro de 2018  | 102                |
| Depois de mal, praticando um rugido feroz, Ivandoé e Bert se deparam com o príncipe Svan e Roedor, seu escudeiro que havia confundido o grito estridente de Ivandoé por uma donzela em perigo. Os dois príncipes entram em um "Prince-Off" com Svan superando Ivandoé. Durante o Royal Roar, Svan solta um poderoso charlatão enquanto Ivandoé faz outro grito. No entanto, um gigante monstro temível, que por acaso tem um grito semelhante, chega. Bert aponta para Svan e o monstro o leva embora com Ivandoé alegando ter rugido "real" e Roedor celebrando sua liberdade.                      | |                                                              |                                                                            |                    |
| 3 | "O Príncipe e o Homem-Rã Beijoqueiro (BR) O Príncipe e o Sapo Beijoqueiro (PT)" "The Prince and the Kissy Frog"   | Christian Bøving-Andersen, Eva Lee Wallberg e Daniel Lennard | 21 de novembro de 2017 5 de julho de 2018 (online) 10 de fevereiro de 2018 | 103                |
| Ivandoé e Bert se deparam com um pequeno e miserável príncipe de aparência humana na floresta. Ele afirma ter sido uma vez um sapo alto e bonito, mas foi amaldiçoado por uma bruxa e deseja um beijo para voltar ao normal. Ivandoé tem Bert tentando beijar o príncipe na bochecha, mas está enojado com seu saco vocal. Bert finalmente sugere que o príncipe beije seu próprio reflexo, mas assim que ele está prestes a fazê-lo, Ivandoé o chuta na água e os dois fogem deixando o príncipe levemente irritado para trás.                                                                      | |                                                              |                                                                            |                    |
| 4 | "O Príncipe e a Ladra (BR) O Príncipe e a Salteadora (PT)" "The Prince and the Theiftress"                        | Christian Bøving-Andersen, Eva Lee Wallberg e Daniel Lennard | 21 de novembro de 2017 5 de julho de 2018 (online) 11 de fevereiro de 2018 | 104                |
| Ivandoé e Bert resgatam uma fêmea chamada Jezebel de um lobo. Ivandoé fica apaixonado por ela, mas Bert descobre que ela está atrás do medalhão de Ivandoé. Jezebel está na verdade ligada ao lobo, que na verdade é um corvo chamado Poe, e os dois tentam fugir, mas acabam lutando bravamente com Ivandoé e Bert. Quando Ivandoé acidentalmente bate em Jezebel, ela o chuta na virilha e pega seu medalhão, mas o devolve quando ele começa a chorar. Ela casualmente sorri para ele quando sai e Ivandoé mantém sua poção de lobo como uma lembrança.                                           | |                                                              |                                                                            |                    |
| 5 | "O Príncipe e o Belo Poodle (BR) O Príncipe e o Caniche Catita (PT)" "The Prince and the Pretty Poodle"           | Christian Bøving-Andersen, Eva Lee Wallberg e Daniel Lennard | 22 de novembro de 2017 5 de julho de 2018 (online) 17 de fevereiro de 2018 | 105                |
| Enquanto viajam pela floresta escura, Ivandoé e Bert são capturados e amarrados por um sobrevivente da floresta que por acaso é um poodle rosa chamado Cupcake. Cupcake se recusa a deixá-los sair e mostra-se bastante paranóico sobre muitas coisas. Bert começa a usar os instintos caninos de Cupcake a seu favor, chamando-o de um bom menino e fazendo com que ele os desamarre, embora Ivandoé esteja ofendido por não ser chamado de bom menino. Enquanto escapam, Cupcake implica que outros usaram seus instintos caninos em seu benefício.                                                | |                                                              |                                                                            |                    |
| 6 | "O Príncipe e a Fada Framboesa (BR)/(PT)" "The Prince and the Raspberry Fairy"                                    | Christian Bøving-Andersen, Eva Lee Wallberg e Daniel Lennard | 22 de novembro de 2017 5 de julho de 2018 (online) 18 de fevereiro de 2018 | 106                |
| Enquanto escapam de um urso pardo, Ivandoé e Bert caem em uma caverna onde uma grande mulher Troll em um vestido de festa os mantém cativos para brincar com eles como bonecas. | |                                                              |                                                                            |                    |
| 7 | "O Príncipe e o Pato Valente (BR) O Príncipe e o Pato Bravo (PT)" "The Prince and the Plucky Duck"                | Christian Bøving-Andersen, Eva Lee Wallberg e Daniel Lennard | 23 de novembro de 2017 5 de julho de 2018 (online) 24 de fevereiro de 2018 | 107                |
| Ivandoé demite Bert e assume um pato como seu novo escudeiro. O pato se mostra pior do que inútil quando se depara com uma criatura furiosa de floresta tentada. Ivandoé sente falta de Bert e o quer de volta, mas é orgulhoso demais para admitir isso. | |                                                              |                                                                            |                    |
| 8 | "O Príncipe e a Fritzi Falante (BR) O Príncipe e a Árvore Falante (PT)" "The Prince and the Talking Tree"         | Christian Bøving-Andersen, Eva Lee Wallberg e Daniel Lennard | 23 de novembro de 2017 5 de julho de 2018 (online) 25 de fevereiro de 2018 | 108                |
| Ivandoé e Bert se deparam com uma árvore falante que promete contar sua fortuna em troca de ouro. O entusiasta Ivandoé entrega seu medalhão de ouro, pouco antes de Bert descobrir os gnomos insolentes escondidos dentro da árvore oca. | |                                                              |                                                                            |                    |
| 9 | "O Príncipe e a Montanha que Geme (BR) O Príncipe e a Montanha Queixosa (PT)" "The Prince and the Moany Mountain" | Christian Bøving-Andersen, Eva Lee Wallberg e Daniel Lennard | 24 de novembro de 2017 5 de julho de 2018 (online) 4 de março de 2018      | 109                |
| Ivandoé e Bert devem remover uma criatura chata do nariz de uma montanha mágica para continuar sua busca. Eles quase chegam a um final muito difícil. | |                                                              |                                                                            |                    |
| 10 | "O Príncipe e o Par do Baile (BR) O Príncipe e o Par Para o Baile (PT)" "The Prince and the Prom-Date"            | Christian Bøving-Andersen, Eva Lee Wallberg e Daniel Lennard | 24 de novembro de 2017 5 de julho de 2018 (online) 3 de março de 2018      | 110                |
| Um rei formidável das profundezas arrasta Ivandoé e Bert para o fundo de seu lago, de modo que Ivandoé pode ser um príncipe para o casamento real de sua filha, a devastadora e pouco atraente Princesa Syllabob. | |                                                              |                                                                            |                    |

## Transmissão
| País                                                | Canal                                   | Estreia                                                            | Ref.        |
| --------------------------------------------------- | --------------------------------------- | ------------------------------------------------------------------ | ----------- |
| Dinamarca · Finlândia · Islândia · Noruega · Suécia | Cartoon Network (Nórdico)               | 20 de novembro de 2017                                             | [ 1 ]       |
| Europa Central e Oriental                           | Cartoon Network CEE                     | 22 de janeiro de 2018                                              | [ 7 ]       |
| Alemanha                                            | Cartoon Network (Alemanha)              | 22 de janeiro de 2018                                              | [ 8 ]       |
| Itália                                              | Cartoon Network (Itália)                | 22 de janeiro de 2018                                              | [ 9 ]       |
| Espanha                                             | Boing (Espanha)                         | 27 de janeiro de 2018                                              | [ 10 ]      |
| Portugal                                            | Cartoon Network (Portugal)              | 27 de janeiro de 2018 (televisão) 3 de fevereiro de 2018 (YouTube) | [ 3 ] [ 4 ] |
| Polónia                                             | Cartoon Network (Polónia)               | 29 de janeiro de 2018                                              | [ 11 ]      |
| França                                              | Cartoon Network (França)                | 7 de fevereiro de 2018                                             | [ 12 ]      |
| África Subsariana                                   | Cartoon Network (África)                | 25 de fevereiro de 2018                                            | [ 13 ]      |
| Reino Unido · Irlanda                               | Cartoon Network (Reino Unido e Irlanda) | março de 2018 (YouTube)                                            | [ 14 ]      |
| América Latina                                      | Cartoon Network (América Latina)        | 5 de julho de 2018                                                 | [ 15 ]      |
| Brasil                                              | Cartoon Network (Brasil)                | 5 de julho de 2018                                                 | [ 5 ]       |